# Sang famille
Ne doit pas être confondu avec Sans famille ou Cent familles.
Sang famille est un roman de Michel Bussi paru en 2009 aux Éditions des Falaises. Une nouvelle édition revue et corrigée par l'auteur est parue aux Presses de la Cité en 2018.

## Intrigue
Sur l'île normande de Mornesey, un adolescent, Colin, orphelin et élevé par son oncle et sa tante passe ses vacances dans un camp de voile. Peu intéressé par la voile il a choisi ce lieu pour découvrir son île natale. Lors de son séjour, deux prisonniers s'échappent d'un centre de détention situé sur l'île. Simon occupe pendant l'été un emploi jeune à la mairie. Les ruines d'une ancienne abbaye devient l'objet de l'intérêt, pour diverses raisons apparemment indépendantes, de Colin et de Simon ainsi que du rédacteur en chef du journal local, alors que la traque des prisonniers enfuis s'organise.

## Personnage principaux
- Colin Remy : adolescent en vacances au camp de voile
- Thierry : oncle de Colin
- Brigitte : tante de Colin
- Armand : camarade de Colin
- Madiha (Madi) : camarade de Colin
- Simon Casanova : employé pour l'été à la mairie
- Clara Bonnamy : secrétaire à la mairie
- Candice : chargée de l'accueil à l'abbaye
- Jean-Louis Valerino : évadé, condamné pour fraude fiscale
- Jonas Nowakoski : évadé, braquages à main armée
- Didier Delpech : rédacteur en chef de L'Ilien

## Éditions
Une première édition est parue aux Éditions des Falaises en 2009. Les Presses de la Cité publient en 2018 une nouvelle édition réécrite par l'auteur. Cet ouvrage est ensuite publié en format poche chez Pocket.